# Philisca hyadesi
Philisca hyadesi är en spindelart som först beskrevs av Simon 1884.  Philisca hyadesi ingår i släktet Philisca och familjen spökspindlar. Inga underarter finns listade i Catalogue of Life.